# Paul Frick (Mediziner, 1922)
Paul Gustav Frick (* 22. April 1922 in Luzern; † 30. Juni 2018) war ein Schweizer Mediziner und Professor für Innere Medizin der Universität Zürich. Von 1969 bis 1990 war er Direktor der Medizinischen Klinik des Universitätsspitals Zürich. Sein Forschungsgebiet war die Blutgerinnung.

## Leben
Die Primarschule besuchte Frick in Lugano. Die weitere Schulbildung erfolgte am Ginnasio und Liceo cantonale bis zur Matura (Typ B) ebenfalls in Lugano. Von 1941 bis 1947 studierte er Medizin an der Universität Zürich. Die unter F. Koller durchgeführte Dissertationsarbeit legte die Grundlage zur Entdeckung bisher unbekannter Blutgerinnungsfaktoren.
1948 übersiedelte Frick in die USA, wo er am Policlinic Hospital in Oklahoma City das einjährige Rotating Internship absolvierte. Es folgten drei Jahre Ausbildung als Assistenzarzt in Innerer Medizin am University of Minnesota Hospital in Minneapolis unter C. J. Watson. Daraufhin wurde er zum Chief Resident promoviert, und nach einem Jahr übernahm er die Leitung der internistischen Poliklinik des gleichen Spitals.
Die parallel zur klinischen Tätigkeit geführte Forschung auf dem Gebiet der Blutgerinnung legte die Grundlage zur Erwerbung des Ph.D.-Titels der Universität Minnesota (1955). Es folgten zwei Jahre klinische und wissenschaftliche Aktivität am Walter Reed Army Hospital in Washington, D.C. (1955 bis 1957).
Nach seiner Rückkehr in die Schweiz nahm Frick die Stelle eines Oberarztes an der medizinischen Universitätsklinik bei P.H. Rossier an (1957 bis 1962). 1960 habilitierte er sich für das Fach Innere Medizin. Ab 1961 war er Mitglied im Vorstand der Vereinigung Zürcher Internisten (bis 1973). 1962 wurde er zum Extraordinarius befördert. Am 15. April 1969 erfolgte die Übernahme der Direktion der Medizinischen Universitätsklinik Zürich unter gleichzeitiger Promotion zum Ordinarius. Für die Zeit von 1972 bis 1974 wurde Frick zum Dekan der medizinischen Fakultät gewählt. Am 15. Oktober 1990 erfolgte die Emeritierung. Von November 1990 bis September 2009 wirkte Frick in der eigenen Praxis als Spezialarzt FMH für Innere Medizin.
Von 1984 bis 1986 war Frick Präsident der Schweizerischen Gesellschaft für Innere Medizin (SGIM). In den Jahren 1969 bis 1973 und 1985 bis 2003 präsidierte er die Blutspendekommission der Sektion Zürich des Schweizerischen Roten Kreuzes. Von 1985 bis 2008 war er Stiftungsrat der Bonizzi-Theler-Stiftung und der Fondazione San Salvatore.
Frick war verheiratet und Vater zweier Kinder. Er lebte in Zürich.

## Schriften
Auswahl aus 185 Publikationen (davon 52 als Einzelautor und 39 als Erstautor):
- Frick, P.G.: Hemophilia-like disease following pregnancy with transplacental transfer of an acquired circulating anticoagulant. Blood 8:598, 1953.
- Frick, P.G.: The mechanism of coagulation of blood. Staff Bulletin University of Minnesota Hospital 25:114, 1953.
- Frick, P.G.: Hemolytic transfusion reaction caused by anti-c antibody (with a note on the application of the Coombs test to crossmatching procedures). Am.J.Med.Sci. 225:630, 1953.
- Frick, P.G.: Acquired circulating anticoagulants in systemic "Collagen Disease". Auto-immune thromboplastin deficiency. Blood 10:691, 1955.
- Frick, P.G.: Hitzig, W.H. und Stauffer, U.: Das Hämoglobin Zürich-Syndrom. Schweiz.med.Wschr. 91:1203, 1961.
- Frick, P.G.: Primary thrombocythemia. Clinical, hematological and chromosomal studies of 13 patients. Helv.Med.Acta, 35:20, 1969.